# Téprotide
Le téprotide est le premier inhibiteur de l'enzyme de conversion de l'angiotensine découvert, isolé en 1965 à partir du venin d'une vipère brésilienne, Bothrops jararaca. Cenonapeptide a été étudié comme potentiel médicament pour lutter contre l'hypertension, mais son usage thérapeutique a été restreint du fait qu'il n'est actif que par voie parentérale. 

## Découverte et synthèse
Les effets anti-hypertensifs du teprotide ont été observés pour la première fois en 1965 par Sergio Ferreira. Le produit a ensuite été isolé en même temps que d'autres peptides par Ferreira et al. en 1970, et fut synthétisé en 1970 par Ondetti et al., ce qui a permis d'étudier plus précisément son activité pharmacologique.

## Usage médical
Parmi les peptides potentiellement intéressants, le téprotide a été particulièrement étudié du fait de son activité prolongée in vivo. Son activité a été démontrée par Bianchi et al. après administration du téprotide à des rats et des chiens, en observant qu'il inhibait la réponse vasopressive induite par l'angiotensine I. Le téprotide était un agent luttant efficacement contre l'hypertension, mais son usage était limité du fait de son coût de production et du manque d'activité par voie orale.
Il fut démontré que le téprotide inhibait l'enzyme de conversion de l'angiotensine (ECA, dont l'un des rôles est de convertir l'angiotensine I en angiotensine II). Cela servit de point de départ à des études de relations structure-activité qui permirent d'identifier le site actif de l'ECA, ce qui facilita le développement de médicaments antihypertensifs ciblant ce site actif. Le captopril, développé par by Ondetti and Cushman., fut le premier médicament inhibiteur de l'enzyme de conversion mis sur le marché. De nombreux autres suivirent.